# Sparyt
Sparyt – rodzaj spoiwa węglanowych skał osadowych (np. wapieni), utworzonego przez widoczne makroskopowo kryształy węglanów (głównie kalcytu) o rozmiarach od kilku setnych milimetra do kilku milimetrów.  Oświetlone spoiwo sparytowe na przełamie skały daje efekt „iskrzenia”, z powodu odbijania się światła od ścian kryształów.
Sparyt może krystalizować w sposób:
- pierwotny – w przestrzeniach między składnikami ziarnistymi
- wtórny (neosparyt) – przez rekrystalizację mikrytu lub składników ziarnistych.